# Leefmilieu Brussel
Leefmilieu Brussel (Frans: Bruxelles Environnement) is de openbare instelling die op het vlak van milieu, dierenwelzijn en energiebeleid een uitgebreid gamma aan bevoegdheden beheert.
Als antwoord op de uitdagingen van de klimaatverandering, biodiversiteit en de impact van vervuiling verbeteren we de weerbaarheid van het gewest en de levenskwaliteit van elke Brusselaar.
Als partner van burgers, bedrijven en andere overheden werken we aan een aangename en gezonde leefomgeving, vandaag en morgen.

## Geschiedenis
Leefmilieu Brussel werd op 8 maart 1989 opgericht om te zorgen voor een geïntegreerde duurzame stadsontwikkeling met betrekking tot het milieu, het klimaat, de maatschappij en de bevolking. Tot april 2006 stond Leefmilieu Brussel bekend als het BIM, het Brussels Instituut voor Milieubeheer (Frans: IBGE, Institut Bruxellois pour la Gestion de l'Environnement). 
Leefmilieu Brussel ondersteunt, adviseert en informeert burgers, bedrijven, scholen, verenigingen en andere overheidsdiensten over milieugerelateerde thema’s. 

## Locatie
Sinds november 2014 is Leefmilieu Brussel ondergebracht in het BEL, een ecologisch gebouw op het terrein van Thurn & Taxis. Met een oppervlakte van 16.700 m² is het een van de grootste kantoorgebouwen in Europa die aan de passiefnorm voldoet.  
De hoofdzetel van Leefmilieu Brussel is vrij toegankelijk voor het publiek. 

## Activiteiten
Leefmilieu Brussel is verantwoordelijk voor de voorbereiding en implementatie van het milieu- en energiebeleid in het Brussels Hoofdstedelijk Gewest. De overheidsdienst werkt aan een duurzame langetermijnvisie, gebaseerd op de richtlijnen van de Algemene Beleidsverklaring van de Brusselse Regering.  
Verschillende plannen, strategieën en programma's zorgen voor een meerjarenkader waarin acties per thema worden uitgevoerd. 

### Bescherming van natuurlijke hulpbronnen
Leefmilieu Brussel zet zich in voor de bescherming van lucht, water, energie, het Zoniënwoud en andere groene ruimten, de natuur, de biodiversiteit, het dierenwelzijn en de bodem in het Brussels Hoofdstedelijk Gewest. 

### Milieuvriendelijk beheer van het Brussels grondgebied
Leefmilieu Brussel ondersteunt de verwerking van afval tot grondstoffen, de bevordering van de circulaire economie, duurzame bouw, productie en consumptie, het onderhoud van groene ruimten, natuurgebieden en niet-bevaarbare waterwegen, en het verminderen van geluidsoverlast en blootstelling aan elektromagnetische golven.

### Bestrijden van klimaatverandering
Ter bestrijding van de klimaatverandering is Leefmilieu Brussel mee verantwoordelijk voor het coördineren van regionale milieuacties. 